# Cammack Village
Cammack Village è un comune degli Stati Uniti d'America, situato in Arkansas, nella contea di Pulaski.